# Spionii în vacanță
Spionii în vacanță (titlu original: Undercover Blues) este un film din 1993, regizat de Herbert Ross și scris de Ian Abrams. Rolurile principale au fost interpretate de actorii Kathleen Turner și Dennis Quaid.